# پیونه سیستو
پیونه سیستو ایغولو امیرمیا (سواحلی: Pione Sisto Ifolo Emirmija) بازیکن فوتبال اهل دانمارک است که در پست وینگر برای سلتاویگو در لا لیگا بازی می‌کند.
وی متولد کامپالا در اوگاندا است، زمانی که تنها دوماهه بود به دانمارک مهاجرت می‌کنند. سیستو در سال ۲۰۰۲ در سن هفت سالگی به تیم‌های پایهٔ تیونگ ملحق شد.